# Schweizer Mannsschild
Der Schweizer Mannsschild (Androsace helvetica) ist eine Pflanzenart aus der Gattung Mannsschild (Androsace) innerhalb der Familie der Primelgewächse (Primulaceae). Diese kalkliebende Art gilt als eine der typischsten Felsenpflanzen der Alpen.

## Beschreibung

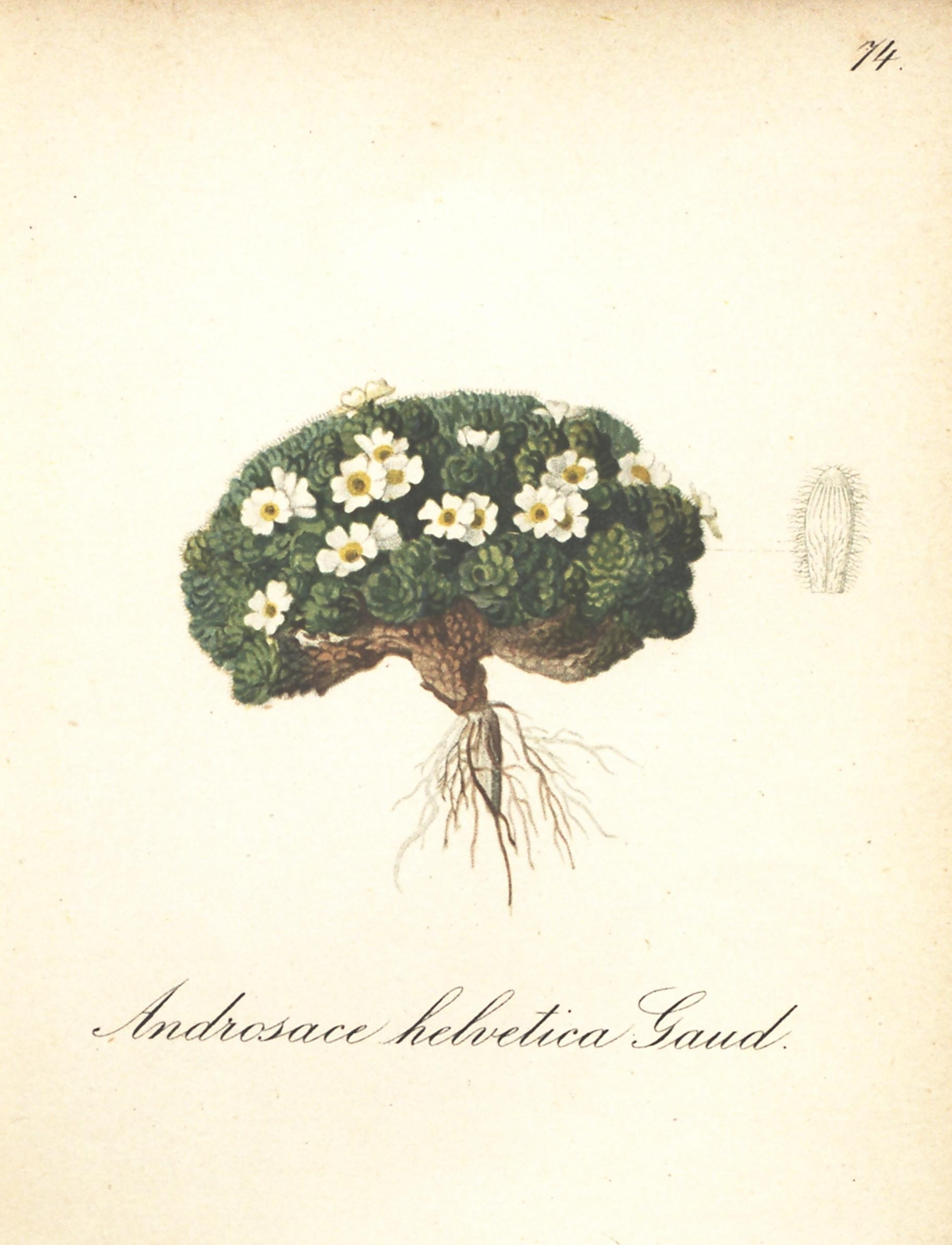
Illustration aus Die Alpenpflanzen nach der Natur gemalt, S. 74

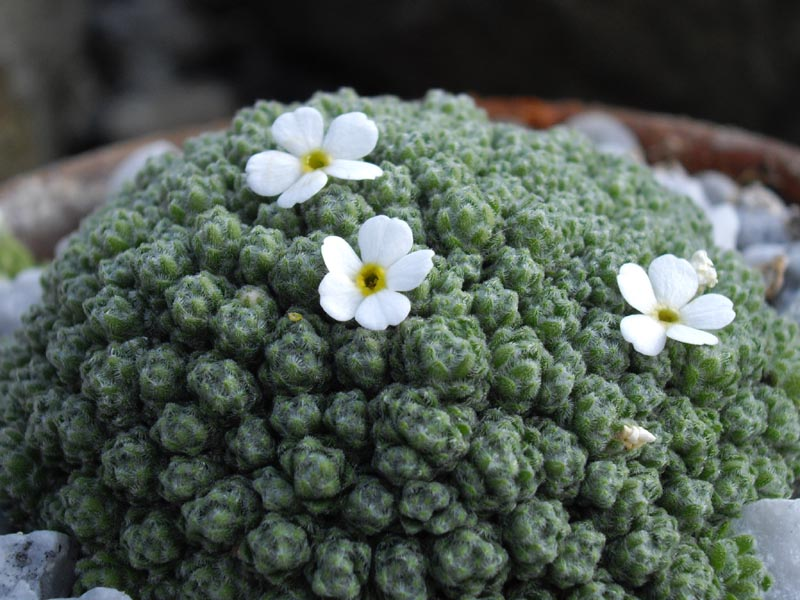
Habitus und Blüten

### Vegetative Merkmale
Der Schweizer Mannsschild ist eine ausdauernde krautige Pflanze und erreicht Wuchshöhen von 1 bis 3 Zentimetern. Er wächst als niedrige Polsterpflanze und entwickelt halbkugelförmige Polster. Die oberirdischen Pflanzenteile sind durch abstehende oder rückwärts abstehende einfache, lange Trichome graufilzig schimmernd.
Die Stämmchen sind wenig verzweigt. Die Sprossachse säulenförmig und bis zum Grund beblättert. Die Laubblätter decken die Stämmchen dicht dachziegelartig.
Die einfache Blattspreite ist bei einer Länge von etwa 3 Millimetern lanzettlich, lanzettlich-spatelförmig oder elliptisch.

### Generative Merkmale
Die Blütezeit reicht von Mai bis Juli. Die Blüte steht auf einem bei einer Länge von etwa 1 Millimeter sehr kurzen Blütenstiel ohne Hüllblatt.
Die zwittrige Blüte ist radiärsymmetrisch und fünfzählig mit doppelter Blütenhülle. Die fünf etwa 2,5 Millimeter langen Kelchblätter sind bis weniger als die Hälfte ihrer Länge verwachsen und die fünf Kelchzipfel sind schmal-lanzettlich mit zugespitztem oberen Ende. Die Kronröhre ist nur wenig kürzer als der Kelch. Die Blütenkrone ist meist weiß. Der Saum der Blütenkrone ist flach, hat einen Durchmesser von 4 bis 6 Millimetern und hat rundlich verkehrt-eiförmige kaum ausgerandete Kronlappen. Die Krone hat einen gelben Schlund.
Die Kapselfrucht ist etwas länger als der Kelch. Die schwarz-braunen Samen weisen eine Länge von etwa 2 Millimetern sowie einen Durchmesser von etwa 1 Millimeter auf, sind auf dem Rücken schwach gewölbt und haben am Bauch eine stark vorspringende Kante.
Die Chromosomenzahl beträgt 2n = 40.

## Ökologie
Der Schweizer Mannsschild kann sowohl durch Insekten (vor allem Fliegen) als auch durch Selbstbestäubung befruchtet werden. Die kleinen Samenkörner werden durch den Wind ausgebreitet und sind Frostkeimer.
Mit Hilfe eines tief in Felsspalten eindringenden Pfahlwurzel ist das Schweizer Mannsschild in der Lage, auch an stark wetterexponierten Standorte auszuhalten. Schutz vor Wettereinflüssen bieten auch die kleinen, behaarten und dachziegelartig angeordneten Blätter und seine halbkugelförmige Gestalt. Diese Pflanzenpolster können einen Durchmesser von bis zu 15 Zentimetern und ein Alter von 50 bis 60 Jahren erreichen. Im Laufe des Wachstums sterben einzelne Blättchen immer wieder ab und werden durch neue ersetzt. Die abgestorbenen Blätter werden zu Humus und das Innere der Halbkugel gleicht mit seinen durch die Verwesung entstandenen Hohlräumen einem Schwamm, der ausreichend Wasser aufnehmen kann, so dass das Schweizer Mannsschild auch längere Trockenperioden überstehen kann.
Die Standorte sind im Winter meist schneefrei und müssen dann der stärksten Austrocknung standhalten können. Die Aussaat der Samen erfolgt meist zur Winterzeit. Im Nivalgebiet kommt der Schweizer Mannsschild nur noch in sonniger Lage vor.

## Vorkommen
Das Schweizer Mannsschild ist in den Nördlichen Randalpen, selten in den Innenalpen sowie etwas häufiger in Teilen der Südlichen Randalpen zu finden. Auf Kalkfels gedeiht der Schweizer Mannsschild in der alpinen bis nivalen Höhenstufe in Höhenlagen von 1500 bis 3500 Metern; die Höhenlage von 3500 Metern wird am Theodulpass im Kanton Wallis erreicht. In den Allgäuer Alpen steigt er von Höhenlagen von 1580 Metern in Tiroler Teil zwischen Mittlerer und Oberer Hochalpe bis zu 2650 Metern am Gipfel der Mädelegabel auf. In den Bayerischen Alpen steigt das Schweizer Mannsschild bis Höhenlagen von 2750 Metern auf und ist damit die am höchsten steigende Blütenpflanze Deutschlands. Die Art ist in Deutschland durch die BArtSchV besonders geschützt.
In Österreich ist er zerstreut in den Bundesländern Oberösterreich, Steiermark, Salzburg, Tirol und Vorarlberg anzutreffen.

### Standorte und Verbreitung in Mitteleuropa
Der Schweizer Mannsschild gedeiht meist auf kalkhaltigen Untergrund. Er besiedelt vor allem feinerdereiche Felsspalten bevorzugt an sonnigen Südhängen, er geht aber auch in Grobschutt. Er erträgt große Temperaturgegensätze. Er gedeiht meist in Höhenlagen von 1800 bis 3000 Metern, selten geht er auch tiefer oder höher. Androsace helvetica ist eine Charakterart des Androsacetum helveticae aus dem Verband Potentillion caulescentis.
In den Nördlichen Kalkalpen kommt er zerstreut vor und wird nach Osten hin seltener, in Österreich fehlt er gebietsweise. In den Südlichen Kalkalpen und in den Zentralalpen ist er selten.
Die ökologischen Zeigerwerte nach Landolt et al. 2010 sind in der Schweiz: Feuchtezahl F = 1+ (trocken), Lichtzahl L = 5 (sehr hell), Reaktionszahl R = 5 (basisch), Temperaturzahl T = 1+ (unter-alpin, supra-subalpin und ober-subalpin), Nährstoffzahl N = 1 (sehr nährstoffarm), Kontinentalitätszahl K = 4 (subkontinental).

## Taxonomie
Die Erstveröffentlichung erfolgte 1753 unter dem Namen (Basionym) Diapensia helvetica durch Carl von Linné in Species Plantarum, Tomus I, S. 141. Die Neukombination zu Androsace helvetica (L.) All. wurde 1785 durch Carl Allioni in Flora pedemontana, Band 1, S. 91 veröffentlicht. Weitere Synonyme für Androsace helvetica (L.) All. sind: Androsace imbricata Lam., Aretia helvetica (L.) L.